# Falkoner festőcsalád

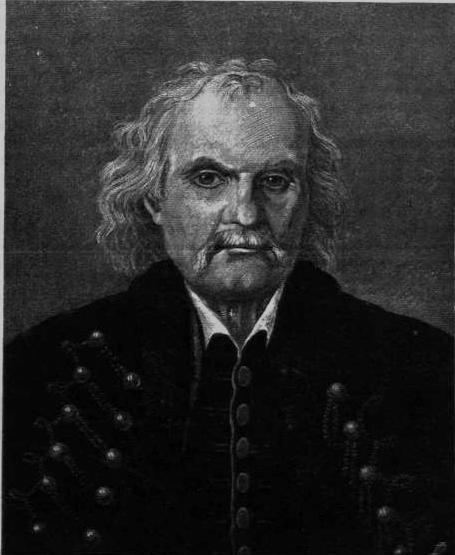
Falkoner György portréja a Vasárnapi Ujságban

A Falkoner festőcsalád skót eredetű magyar művészcsalád volt, amelynek tagjai a 17. és 19. század között Magyarországon éltek és alkottak. A művészcsalád alapítója, Falkoner György 1646(?)-ban született Skóciában, négy gyermeke is festői pályára lépett. Dédunokája, Falkoner József Ferenc 1808-ban halt meg Budán.

## Falkoner festőcsalád

### Falkoner György
Falkoner György (Skócia, 1646? – Buda, 1741. február 14. vagy 24.), festő
Bécsben tanult Gagnacci tanítványaként, 1702-től szerepel neve budai iratokban, 1711-től budai polgár. Forrásokban említett munkái például a vízivárosi Szent Anna-templom oltárképei, 1724) nem maradtak ránk.
Gyermekei: Polykárp, Henrik József, Antal

### Falkoner Polykárp
Falkoner Polykárp (?-1739 előtt), festő

### Falkoner Henrik József
Falkoner Henrik József (Buda, 1708. február 4.–?), szerzetes, festő

### Falkoner Antal
Falkoner Antal (Buda, 1713 ?-?) festő

### Falkoner Anna Erzsébet
Falkoner Anna Erzsébet (Buda, 1714 - Buda, 1790) apáca, festőnő. 1734-ben lépett be a budai klarisszákhoz. Feltételezett műve a piliscsabai római katolikus plébániatemplom Árpád-házi Szent Margitot ábrázoló oltárképe (1740 körül).

### Falkoner Xaver Ferenc
Falkoner Xaver Ferenc (Buda, 1737. július 8. – Buda, 1792. április 20.) festő, Falkoner Polykárp fia. Apja korai halála után mostohaapjától, Schultz János brandenburgi származású budai festőtől kezdett festeni tanulni. 1756-ban beiratkozott a bécsi Képzőművészeti Akadémiára. 1761-től budai polgár lett.
Fontosabb művei
- szécsényi ferences templom oltárképe (Portiunculai búcsú, 1775)
- mennyezetfreskók a budai helyőrségi templomban és a budai karmelita kolostor lépcsőházában – elpusztult
- budai Flórián-kápolna (Xavéri Szent Ferenc halála-oltárképe 1765)
- tabáni Szt Katalin-templom (Szent József halála-oltárképe 1773)
- budakeszi plébániatemplom szentélyének kifestése (Mária mennybevitele)
- A Szent Család, Assisi Szent Ferenc stigmatizációja, Jézus megkeresztelése, 1774, Nasic, ferences kolostor
- Szent Didák, Szent Vendel, Nepomuki Szent János, 1774–1779 között, Bród
- Padovai Szent Antal-képek, Eszék, Šarengrad
- Assisi Szent Ferenc stigmatizációja, Szent Katalin eljegyzése, Eszék, ferences templom, 1770-es évek)

### Falkoner József Ferenc
Falkoner József Ferenc (Buda, 1765. március 22.– Buda, 1808. október 23.) festő. 
Feltehetőleg Falkoner Xaver Ferenc fia és tanítványa, 1793-tól budai polgár. Sötét tónusú, késő barokk stílusú szentképeket festett.
Fontosabb művei
- Diósjenő (Mindenszentek, 1790 k.)
- Kecskemét (Mária mennybevitele-főoltárkép, Szent Miklós-oltárkép, 1791)
- Solymár (főoltárkép, 1792),
- Magyarsarlós (Trónoló Mária, 1793),
- Bölcske (Szent István koronafelajánlása, Johann Ernst Mansfeld 1772-es rézmetszete nyomán)
- Budapest Krisztinavárosi plébániatemplom, a szentély mennyezetképe (1796–1797)
- Buda-Újlaki plébániatemplom (Mária látogatása, főoltárkép, 1799)
- Budai Flórián-kápolnából jutott a Fővárosi Képtár gyűjteményébe az 1793-ban festett Utolsó vacsora
- Egri Képtár kisméretű Kálvária-képe a váci székesegyház egykori főoltárképének (Martin Johann Schmidt, 1774) másolata,
- Magyar Nemzeti Galéria Mária gyermekével (1793)
- Telki római katolikus temploma (Szent István király Szűz Mária oltalmába ajánlja Magyarországot)

## További információ
- Egy mult századbeli budai festő (1646-1741). Vasárnapi Ujság 1882. 145-146. old. Online
- Némethy Lajos: Adatok a festés történetéhez Budapesten a XVII. és XVIII. században. Archaeologiai Értesítő Uj folyam. I. kötet. MDCCCLXXXI. 256-271. old. Online